# ゲシュム
ゲシュム（ペルシア語: قشم, Qishm, Bandar-e Qeshm）とは、イランのゲシュム島の都市である。ホルモズガーン州ゲシュム郡中央地区に属し、地区と郡両方の中心都市に定められている。2016年当時の人口は13,659人、4,105世帯。